# Craibia
Craibia es un género de plantas con flores  perteneciente a la familia Fabaceae. Comprende 22 especies descritas y de estas, solo 12 aceptadas.

## Taxonomía
El género fue descrito por Harms & Dunn y publicado en  J. Bot. 49: 106. 1911.

## Especies aceptadas
A continuación se brinda un listado de las especies del género Craibia aceptadas hasta julio de 2014, ordenadas alfabéticamente. Para cada una se indica el nombre binomial seguido del autor, abreviado según las convenciones y usos.	
- Craibia affinis (De Wild.) De Wild.
- Craibia atlantica Dunn
- Craibia brevicaudata (Vatke) Dunn
- Craibia brownii Dunn
- Craibia crassifolia (Harms) Dunn
- Craibia dubia (De Wild.) De Wild.
- Craibia grandiflora (Micheli) Baker f.
- Craibia laurentii (De Wild.) De Wild.
- Craibia lujai De Wild.
- Craibia macrantha (Pellegr.) J.B.Gillett
- Craibia simplex Dunn
- Craibia zimmermannii (Harms) Dunn